# Restaurantkæde
En restaurantkæde er en forretningskæde med flere relaterede restauranter på forskellige lokationer. Den kan være ejet af samme virksomhed, den kan bestå af samarbejdede virksomheder, eller den kan være relateret gennem franchiseaftaler.

## Fastfoodkæder
Fastfoodkæder er den hyppigst forekommende type af restaurantkæde. I 1896 åbnede Samuel Isaacs fra Whitechapel, London den første fish and chips-restaurant i London og grundet populariteten udvidede han den hurtigt til en restaurantkæde.